# Prémio Mephisto
O Prémio Mephisto (メフィスト賞, Mefisuto Shō) é um prémio literário atribuído anualmente aos romances fictícios e do género mistério. Foi estabelecido em 1996 pelos editores da revista Mephisto. A obra vencedora é publicada pela editora Kodansha e o autor recebe uma estátua do Sherlock Holmes.

## Vencedores
|    | Ano  | Vencedor               | Obra                                                                        |
| -- | ---- | ---------------------- | --------------------------------------------------------------------------- |
| 1  | 1996 | Hiroshi Mori (ja)      | Subete ga F ni Naru (すべてがFになる)                                       |
| 2  | 1996 | Ryūsui Seiryōin (ja)   | Cosmic (コズミック, Kozumikku)                                              |
| 3  | 1997 | Kenichi Sobu (ja)      | Roku mai no Tonkatsu (六枚のとんかつ)                                       |
| 4  | 1998 | Kurumi Inui (ja)       | J no Shinwa (Jの神話)                                                       |
| 5  | 1998 | Kazuhiro Uraga (ja)    | Kioku no Hate (記憶の果て)                                                  |
| 6  | 1998 | Kyosuke Tsumiki (ja)   | Yuganda Soseiki (歪んだ創世記)                                              |
| 7  | 1998 | Fuyuki Shindo (ja)     | Chinurareta Shinwa (血塗られた神話)                                         |
| 8  | 1998 | Mitsufumi Asagure (ja) | Dabu(e)suton Kaido (ダブ（エ）ストン街道)                                   |
| 9  | 1998 | Takafumi Takada (ja)   | QED Hyakunin Isshu no Shu (QED 百人一首の呪)                                |
| 10 | 1999 | Nozomu Nakashima (ja)  | K no Ryugi (Kの流儀)                                                        |
| 11 | 1999 | Shina Takasato (ja)    | Gin no Ori o Tokashite (銀の檻を溶かして)                                   |
| 12 | 1999 | Takumi Kirisha (ja)    | Doppelgänger Kyu (ドッペルゲンガー宮, Dopperugenga Kyu)                     |
| 13 | 1999 | Masayuki Shuno (ja)    | Hasami Otoko (ハサミ男)                                                     |
| 14 | 2000 | Seiji Kodokoro (ja)    | Unknown (アンノウン, Announ)                                                |
| 15 | 2000 | Toru Hikawa (ja)       | Makkura na Yoake (真っ暗な夜明け)                                           |
| 16 | 2000 | Kenji Kuroda (ja)      | Wedding Dress (ウェディング・ドレス, Wedingu Doresu)                        |
| 17 | 2000 | Kaju Koizumi (ja)      | Higa (火蛾)                                                                 |
| 18 | 2000 | Koji Ishizaki (ja)     | Nichiyobi no Chinmoku (日曜日の沈黙)                                        |
| 19 | 2001 | Ōtarō Maijō (ja)       | Kemuri ka Tsuchi ka Kuimono (煙か土か食い物)                                |
| 20 | 2001 | Ryosuke Akizuki (ja)   | Getchoseki no Maken (月長石の魔犬)                                          |
| 21 | 2001 | Yuya Sato (ja)         | Flicker Shiki (フリッカー式, Furikka Shiki)                                 |
| 22 | 2001 | Takumi Tsumura (ja)    | Doomsday                                                                    |
| 23 | 2002 | Nisio Isin (ja)        | Kubikiri Saikuru (クビキリサイクル)                                         |
| 24 | 2002 | Takekuni Kitayama (ja) | Clock Jo Satsujin Jiken (『クロック城』殺人事件, Kurokku Jo Satsujin Jiken) |
| 25 | 2002 | Megumi Tachimori (ja)  | Sore de mo Keikan wa Warau (それでも警官は微笑う)                           |
| 26 | 2002 | Akira Ishiguro (ja)    | Shito Nippon (死都日本)                                                     |
| 27 | 2003 | Shintaro Ikegaki (ja)  | Flame-Out (フレームアウト, Furemu Auto)                                     |
| 28 | 2003 | Namida Sekita (ja)     | Mitsu no Mori no Kogoeru Megami (蜜の森の凍える女神)                        |
| 29 | 2003 | Yukiya Shōji (ja)      | Sora o Miageru Furui Uta o Kuchizusamu (空を見上げる古い歌を口ずさむ)       |
| 30 | 2004 | Ryuoh Yano (ja)        | Kyokugen Suiri Colosseum (極限推理コロシアム, Kyokugen Suiri Koroshiamu)    |
| 31 | 2004 | Mizuki Tsujimura (ja)  | Tsumetai Kosha no Toki wa Tomaru (冷たい校舎の時は止まる)                   |
| 32 | 2005 | Yukiko Mari (ja)       | Kochusho (孤虫症)                                                           |
| 33 | 2005 | Takeshi Moriyama (ja)  | Mokka no Daisho (黙過の代償)                                                |
| 34 | 2006 | Hayato Okazaki (ja)    | Shojo wa Odoru Kurai Hara no Naka Odoru (少女は踊る暗い腹の中踊る)          |
| 35 | 2007 | Mahoro Furuno (ja)     | Tentei no Hashitanaki Kajitsu (天帝のはしたなき果実)                        |
| 36 | 2007 | Reiichiro Fukami (ja)  | Ultimo Trucco (ウルチモ・トルッコ, Uruchimo Torukko)                        |
| 37 | 2008 | Korumono Migiwa (ja)   | Paradise Closed\|パラダイス・クローズド\|Paradaisu Kurozudo}                |
| 38 | 2008 | Sosuke Watari (ja)     | Horiwari de Warau Onna (掘割で笑う女)                                       |
| 39 | 2008 | Yushin Jiro (ja)       | Money Road (マネーロード, Mane Rodo)                                        |
| 40 | 2009 | Yamori Mochizuki (ja)  | Muboden: Futago no Ko ra (無貌伝 双児の子ら)                                |
| 41 | 2009 | Koichiro Akahoshi (ja) | Mushitori no Uta (虫とりのうた)                                             |
| 42 | 2009 | Mito Shirakawa (ja)    | Pool no Soko ni Nemuru (プールの底に眠る, Puru no Soko ni Nemuru)           |
| 43 | 2010 | Ryo Amane (ja)         | Kyokankaku (キョウカンカク)                                                 |
| 44 | 2010 | Tenju Maruyama (ja)    | Roya no Oni (琅邪の鬼)                                                      |
| 45 | 2010 | Daisuke Takada (ja)    | Toshokan no Majo (図書館の魔女)                                             |
| 46 | 2012 | Natsuki Kita (ja)      | Koto no Kitsune-san (恋都の狐さん)                                          |
| 47 | 2013 | Ritsu Shuki (ja)       | Gankyudo no Satsujin (眼球堂の殺人)                                         |
| 48 | 2013 | Yoichi Chikamoto       | Ai no Shirushi Tengoku no Hogaku (愛の徴 天国の方角)                        |
| 49 | 2013 | Sho Kazamori           | Uzumaku Kairo no Requiem (渦巻く回廊の鎮魂曲, Uzumaku Kairo no Rekuiemu)    |
| 50 | 2014 | Yabusaka Hayasaka (ja) | Marumarumarumarumarumarumarumaru Satsujin Jiken (○○○○○○○○殺人事件)          |
| 51 | 2015 | Magi Inoue             | Koi to Kinki no Predicate (恋と禁忌の述語論理, Koi to Kinki no Purediketto) |
| 52 | 2016 | Miyanishi Mafuyu       | Dareka Ga Miteiru (誰かが見ている)                                          |
| 53 | 2017 | Masaki Masamune        | No suiri, No tantei (NO推理、NO探偵？)                                      |